# خلیفه بن محمد آل خلیفه
خلیفه بن محمد آل خلیفه (به عربی: خليفة بن محمد آل خليفة) امیر امارت الزباره بود.